# Райнов, Юрий Анатольевич
Райнов Юрий Анатольевич (род. 15 сентября 1931 года, Моршанск, Центрально-Чернозёмная область - 23 мая 2021 года, Москва ) — профессор, кандидат технических наук в области микро- и наноэлектроники. Член-корреспондент Академии Инженерных наук им. А. М. Прохорова (2003), лауреат Государственной Премии РФ в области науки и техники (2001).

## Биография
В 1949 г окончил специализированную школу инструкторов горного туризма и альпинизма ВЦСПС, два сезона работал инструктором в Цейском ущелье (Северная Осетия)
1955 год — Выпускник Северо-Кавказского Горно-Металлугического Института.
Специальность: Инженер-металлург.

## Карьера
1956—1962 ДТМЗ (Титано-Магниевый завод, г. Запорожье) — мастер, начальник участка, начальник цеха
1962—1965 Аспирантура в московском институте Стали и Сплавов
1964—1971 Зам. Главного инженера НИИ МВ, главный инженер, Завод ЭЛМА
1971—1976 Первый с момента основания Директор завода «Микрон» при НИИ МЭ
1976—1977 Директор экспериментального завода «Протон» МИЭТ
1977 — 1986 Начальник главного управления Министерства Электронной промышленности СССР
1986—1992 Заместитель Министра электронной промышленности СССР
После упразднения министерства работал на предприятии «Геолинк» Заместитель директора по научным работам
1990—1995 Президент Ассоциации Производителей и потребителей кремниевой продукции СИЛИТЕХ, объединяющей и координирующей деятельность и организации новых производств предприятий микроэлектроники России, Белоруссии, Украины, Министерства Атомной промышленности, Цветной металлургии.

## Награды
- Орден Октябрьской Революции
- Орден Трудового Красного знамени
- Орден «Знак Почёта»
- Лауреат Государственной Премии РФ в области науки и техники за 2001 год.